# 聖巴勃羅區 (雷蒙卡斯蒂利亞元帥省)
聖巴勃羅區（西班牙語：Distrito de San Pablo），是秘魯的一個區，位於該國東北部洛雷託大區的雷蒙卡斯蒂利亞元帥省，始建於1993年10月19日，面積5,045平方公里，海拔高度95米，2005年人口14,642，人口密度每平方公里2.9人。